# Crisis económica en España de 1993
La crisis económica en España de 1992-1993 (o recesión de 1992-1993) significó para la economía española uno de los momentos más difíciles de las últimas décadas. La recesión se instaló en España entre el segundo trimestre de 1992 hasta el segundo trimestre de 1993, y su traducción fue un crecimiento del desempleo del 16% al 24% –a finales de noviembre de 1993, había en España 3.545.950 parados–, una caída inusitada de los beneficios y de la inversión de las empresas, un volumen de deuda pública cercano a los 30 billones de pesetas (unos 180.300 millones de euros), un 68% del PIB y un déficit del conjunto de las administraciones públicas superior al 7% del producto interno bruto (PIB).

## Antecedentes
A principios de la década de 1990 los países desarrollados se vieron afectados por una crisis económica y financiera originada por el estallido de la burbuja inmobiliaria en Japón en 1990, y agravada con las tensiones del precio del petróleo ocasionadas por la guerra del Golfo de 1991, que afectaron a la inflación.
Los efectos de esta crisis tardaron en llegar a España, gracias al volumen de inversión pública entre 1990 y 1992 para preparar al país para grandes eventos como la Exposición Universal de Sevilla –incluyendo las infraestructuras del Nuevo Acceso Ferroviario a Andalucía, NAFA, y su extensión como línea AVE Madrid-Sevilla y la autovía Madrid-Sevilla–, los Juegos Olímpicos de Barcelona 1992 o el proyecto Hispasat. Después de este enorme esfuerzo inversor del Gobierno de Felipe González, las cuentas públicas registraban altos niveles de deuda, y debido a la finalización de estas obras y proyectos, se agravó el aumento del desempleo, ya de por sí voluminoso por el efecto de la recesión.

## Recesión de 1992 a 1993
La crisis económica dura desde finales del primer trimestre de 1992 hasta finales del segundo trimestre de 1993. Se considera un ejemplo de recesión típica. El PIB no recuperó el valor previo a la crisis hasta el segundo trimestre de 1994 y el desempleo no empezaría a bajar también hasta ese trimestre.

### 1992

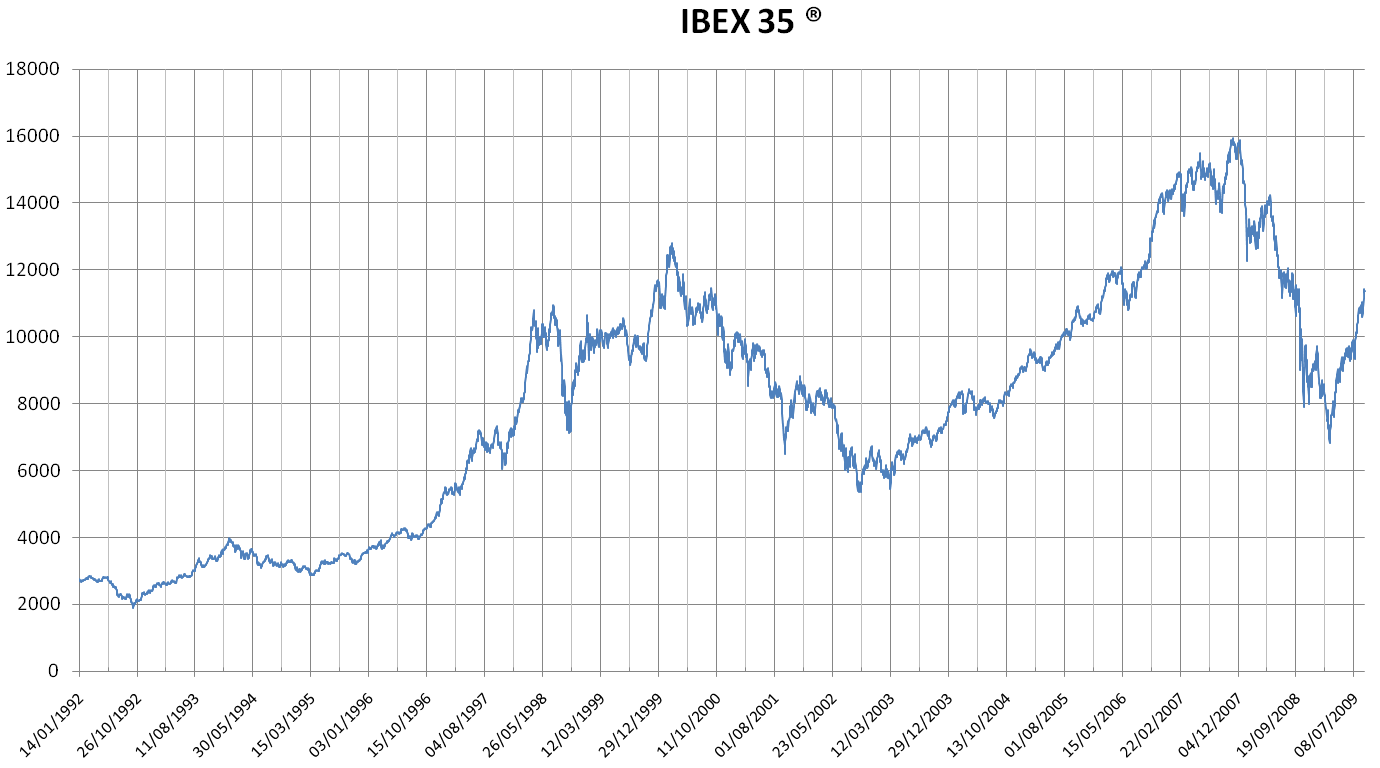
Evolución del IBEX 35 entre los años 1992 y 2009.

En el segundo trimestre de 1992 el producto interno bruto español sufrió una contracción del 1,1%. El crecimiento del PIB se mantuvo en tasas negativas o nulas hasta el tercer trimestre de 1993, con un aumento del 0,9%.
Desde el punto de vista bursátil, el IBEX 35, que había sido creado el 14 de enero de 1992, alcanzó su mínima cotización histórica pocos meses después de su creación, en concreto el 5 de octubre de 1992 el IBEX bajó hasta 1.873,58 puntos.
La crisis se vio agravada por su coincidencia con la peor sequía del siglo XX en España, que alcanzó sus momentos más graves en 1995. Este período de falta de lluvia afectó sobre todo a la mitad sur de la península, especialmente a Andalucía, donde se llegaron a sufrir cortes de suministro de agua en un importante número de municipios, y enormes pérdidas en el sector agrario.

### 13 de mayo de 1993: el «Jueves negro»
En ese día, el Gobierno español se vio obligado a devaluar de nuevo la peseta, esta vez en un 8%. Fue la tercera devaluación en 9 meses. Las anteriores se habían producido el 16 de septiembre de 1992, en un 5% y el 21 de noviembre siguiente en un 6%. La primera de estas devaluaciones tuvo lugar en el llamado «Miércoles negro», el día en el que el Reino Unido, Italia y Portugal también devaluaron sus monedas, y los dos primeros países tuvieron que retirar sus monedas del Mecanismo europeo de tipos de cambio.
Las autoridades económicas y monetarias españolas intentaron defender a toda costa el valor de la peseta en los mercados monetarios, lo que se saldó con una pérdida de reservas de 3,2 billones de pesetas (unos 19.300 millones de euros), según cifras oficiales del Banco de España. También en ese mismo día, el Instituto Nacional de Estadística (INE) publicó la Encuesta de Población Activa, referida al primer trimestre de 1993. En España había 3.300.270 parados, lo que significaba que desde 1991, año en el que se produjeron los primeros síntomas de crisis, la economía española había perdido 750.000 empleos. Además, la tasa de paro alcanzada situaba a España a la cabeza de los países de la CEE en número de parados sobre la población activa, y el INE comunicó ese fatídico «Jueves negro» que la inflación, pese a la recesión, no cedía.
La crisis tenía, además un rasgo característico y alarmante: el déficit público superaba por esas fechas los 1.7 billones de pesetas (unos 10.200 millones de euros), cuando lo previsto para todo el año era de 1.4 billones de pesetas (unos 8.400 millones de euros). Para financiar los agujeros, el Estado se había gastado más de 1.5 billones de pesetas (unos 9.000 millones de euros) o, lo que es lo mismo, 7.037 millones de pesetas (casi 43 millones de euros) cada día desde el 1 de enero.

### Las medidas del Gobierno
El 8 de octubre de 1993, el Consejo de Ministros aprobó la Ley Financiera, de la cual hay que destacar que se dio luz verde a reducir la prestación mínima para parados sin hijos a cargo, desde el 100 al 75% del salario mínimo interprofesional (SMI).
El Ibex 35 acabó el año 1993 con la mayor subida anual de su historia, subió un 54,20%.

## El inicio de la recuperación: 1995
En 1994 el desempleo alcanzó su valor máximo, un 24,1%, a partir de mediados de ese año el empleo comenzó su recuperación.
España dejó atrás la recesión en 1994 con un crecimiento del 2,4% del PIB, que continuaría con una cifra del 2,8% en 1995. En estos dos años se crearon 400.000 puestos de trabajo y el desempleo bajó hasta el 22%.
Pese a todo, los problemas no habían terminado, el Gobierno debía enfrentarse a una nueva adversidad: los gastos de la Seguridad Social, que costeaban las pensiones, el desempleo y la sanidad. [cita requerida]En 1995, por primera vez, el sistema de Seguridad Social español entró en déficit al registrar más gastos que ingresos. Para solucionar este problema, el 6 de abril de 1995 el Congreso de los Diputados aprobó el Pacto de Toledo, que incluía una serie de reformas en el sistema de Seguridad Social, incluyendo una propuesta para que la sanidad pública dejara de ser financiada con el dinero de las pensiones y pasase a correr a cargo de los Presupuestos Generales del Estado.
El 26 de octubre de 1995 el Congreso no consigue aprobar los Presupuestos Generales del Estado para 1996. Convergència i Unió rompió el pacto de legislatura que tenía con el PSOE y votó en contra de los presupuestos. Al perder la confianza de la cámara, Felipe González se vio obligado a adelantar las elecciones generales, que fueron fijadas para el 3 de marzo de 1996. Los presupuestos no fueron aprobados y por consiguiente se prorrogaron los del año anterior.
La crisis de la Seguridad Social continuaba en 1996. El Pacto de Toledo no entraría en vigor hasta 1997 y para entonces ya era demasiado tarde. Pese a que en 1996 se registró un aumento del PIB del 2,4% y se crearon casi medio millón de empleos, la Seguridad Social continuaba con pérdidas. En diciembre de 1996 el recién elegido Gobierno de José María Aznar recurrió a la financiación privada para costear la paga extra de Navidad de los pensionistas.

## El final de la crisis
En 1997 se creó el Fondo de Reserva de la Seguridad Social, previsto en el Pacto de Toledo, para proteger en lo posible el sistema ante situaciones de dificultad y en el que se iría acumulando el superávit que registrara la Seguridad Social. El Pacto de Toledo entró en vigor y la Seguridad Social vio aliviado su balance, puesto que ya no tenía que hacerse cargo de la sanidad pública, que hasta entonces suponía el 15% de sus gastos.
A partir de 1996, la economía española disfrutó de una etapa de prosperidad económica ininterrumpida que duró más de diez años[cita requerida], con tasas de crecimiento siempre superiores a las de la media europea. El cambio de modelo económico fue diseñado por Rodrigo Rato, ministro de Economía y Hacienda del Partido Popular. A diferencia de los programas de fuerte inversión pública del anterior Gobierno, el PP llevó a cabo un plan de privatizaciones de empresas públicas (Argentaria, Telefónica, Endesa, Repsol entre otras), y la creación de empleo se fundamentó en el sector de la construcción y sus industrias auxiliares, lo que animó a incentivar el endeudamiento privado y la especulación inmobiliaria, causas principales de la crisis económica de 2008.